# Mougins
Mougins är en stad i Provence i sydöstra Frankrike med knappt 20 000 invånare (2007). Krögaren Tore Wretman bodde i Mougins i många år och  Pablo Picasso dog i Mougins 1973.

## Befolkningsutveckling
Antalet invånare i kommunen Mougins
| Referens: INSEE |

## Vänorter
- Aschheim, Tyskland
- Lerici, Italien

## Sport
Volleybollklubben MO Mougins VB kommer från staden.